# 造币局 (阿维尼翁)

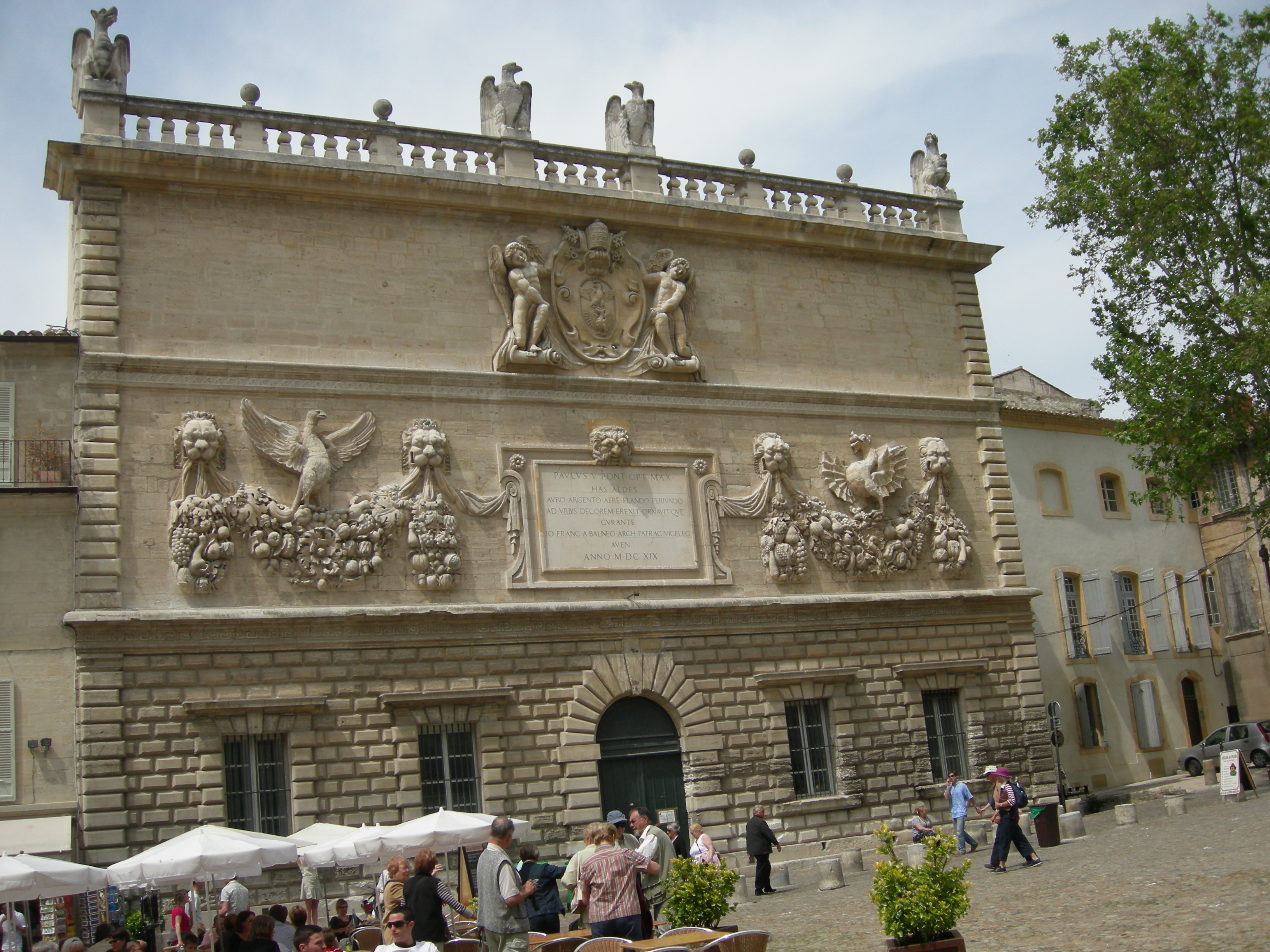
造币局

造币局（Hôtel des Monnaies）位于教皇宫大门对面，1619年重建，白色大理石板上用拉丁文记录了建筑年代，以及是献给教宗保禄五世。立面为巴洛克式，上有Borghèse枢机家族的纹章（鹰和龙）。
1860年，国立音乐学院设于此，直到2007年。